# Chlorochlamys rubromediaria
Chlorochlamys rubromediaria là một loài bướm đêm trong họ Geometridae.